# 早期古典音樂

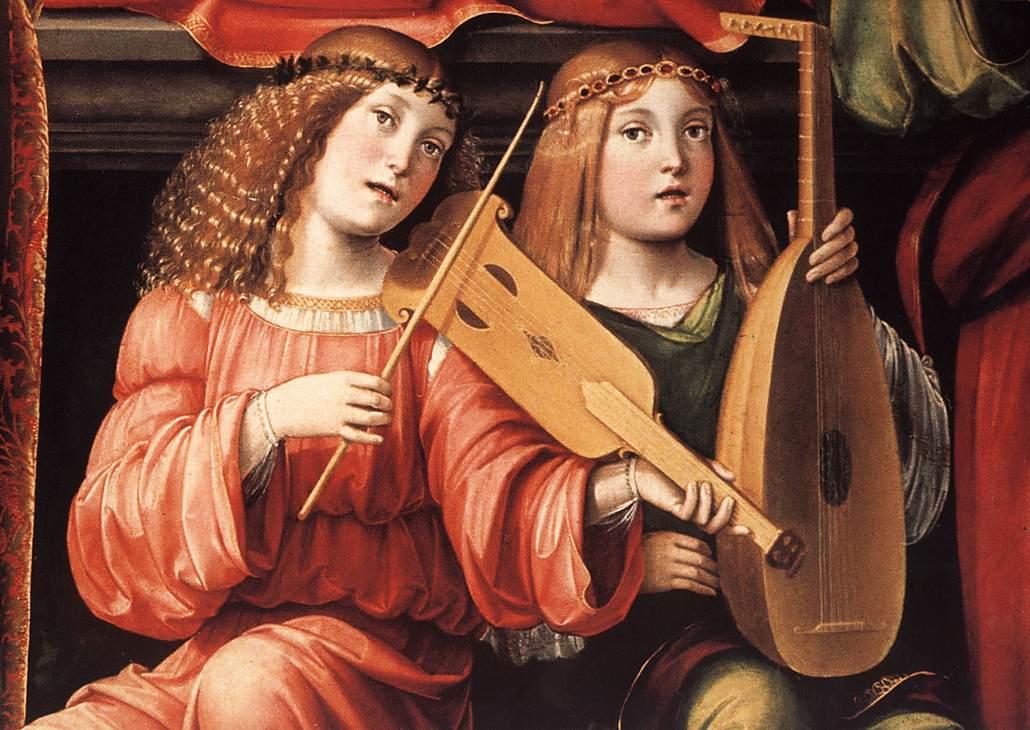
文藝復興時期的魯特琴和維奧爾琴，由弗朗西斯科·弗朗西亞所描繪

早期古典音乐一般意指在1600年之前不同时期的欧洲古典音樂风格，包括有：中世纪音乐和文艺复兴音樂，有時亦可囊括巴洛克音乐（1600-1750）年在內，但并不包括古希腊时期的音乐（在这时期之前的音乐被称之为古希腊音樂、古罗马音乐）。
西方国家一群具有古乐器演奏技巧、音乐史、乐器艺术、配器方面专业知识的音乐家和乐团研究并尝试还原古典音乐的音响效果。

## 術語
現時對「早期音樂」歷史範圍的解釋各不相同。最初成立於1726年的古代音樂學會將「古代」音樂定義為16世紀末以前的作曲家創作的作品。约翰内斯·勃拉姆斯和他的同僚能夠理解早期音樂的範圍是從文藝復興全盛期到巴洛克時期，而一些學者認為早期音樂應該包括公元500年之前的古希臘、古羅馬音樂（通常用古代音樂一詞稱呼這一時期）。音樂評論家邁克爾·肯尼迪認為除了巴洛克時期之外，將早期音樂定義為「最早期的音樂作品，包括文藝復興的音樂」。
音樂學家托馬斯·福雷斯特·凱利認為，早期音樂的本質是一些「滄海遺珠」的音樂劇目，這個術語與復古風格演奏交織在一起。英國國家早期音樂中心指出，「早期音樂」一詞既指匯編（創作於1250年至1750年的歐洲音樂，包括中世紀、文藝復興和巴洛克時期），也指歷史上對這種音樂的演奏方式。
時至今日，對「早期音樂」的理解已經包括「任何必須根據現存樂譜、論文、樂器和其他當代證據重建具有歷史意義的演奏風格的音樂」。

## 復興

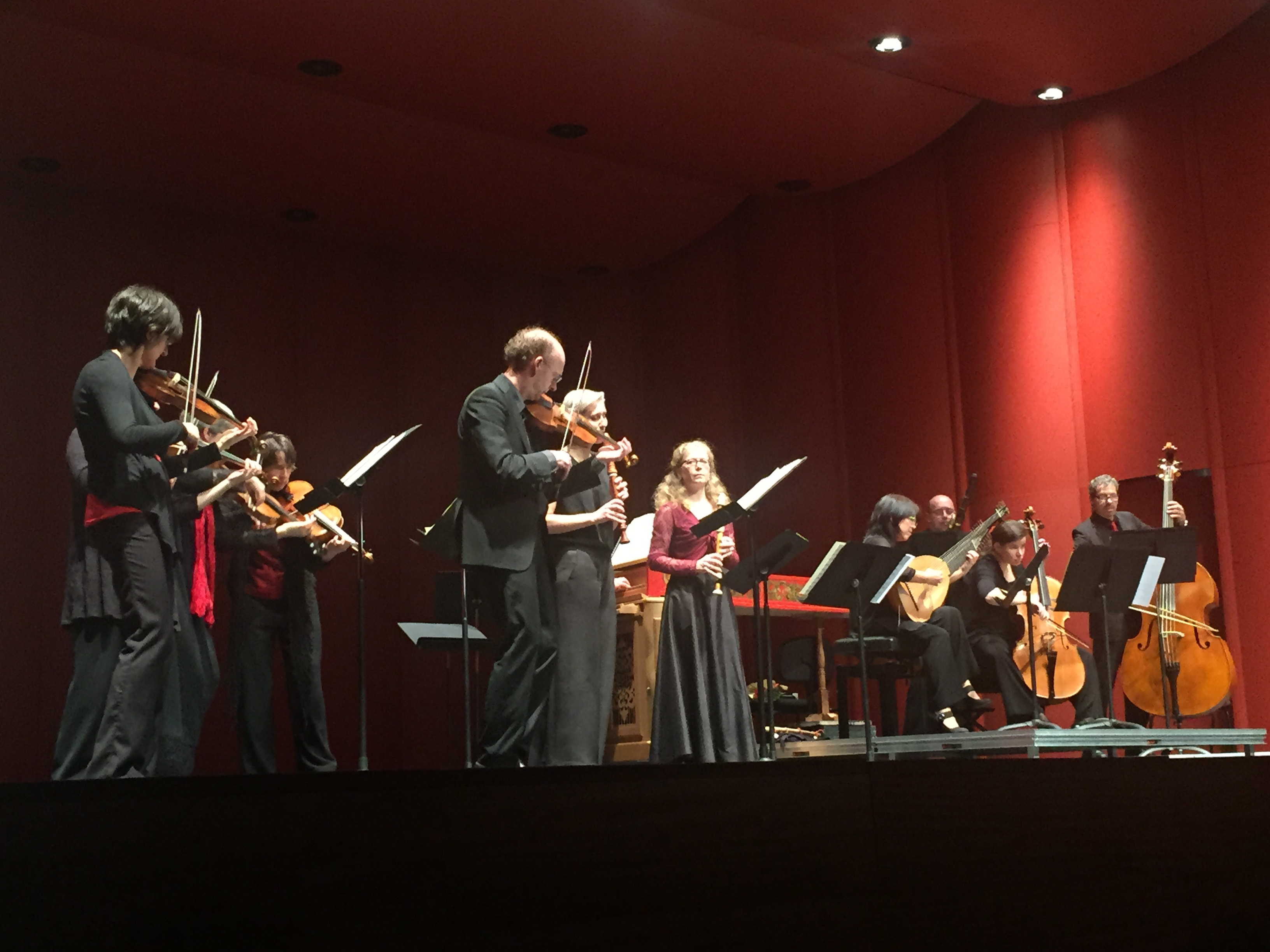
柏林阿尔特音乐学院，早期音樂的現代表演者

20世紀後期，中世紀和文藝復興時期的音樂表演再次興起，形成了一批專門演奏早期音樂作品的器樂伴奏和合唱小組。塔利斯學者、早期音樂伴奏者、塔維納伴奏及演奏者等團體通過表演和流行唱片，將早期音樂帶給現代觀眾，為早期音樂的復興過程發揮了重要作用。

## 表演方法
人們對早期音樂興趣的復興導致了學術界興起早期音樂的表演方法。通過對音樂論著、樂譜原文版本及其他歷史證據的音樂學研究，演奏者嘗試演奏出忠於原創作品風格的音樂。此外，作為早期音樂表演的一部分，使用原創或重製歷史樂器的情況也有所增加，如古鍵琴和維奧爾琴的復興。
然而，這些歷史演奏實踐十分依賴文體推理。按照瑪格麗特·本特的說法，文藝復興時期的記譜法不像現代記譜法那樣具有規定性，留給表演者自己演繹的東西還有很多：「文藝復興時期的記譜法沒有達到我們的標準；當要把它翻譯成現代形式時，它被編予了一些規定性的標準，而過度的說明導致了我們扭曲了原作品的開改程度。變音記號……可能被記錄了，也可能沒被記錄，但對於一位要用對位法表演歌手而言，在沒有現代記譜法的情況下，也是完全清楚的。